# The Hell EP
«The Hell EP» (в переводе с англ. — «Ад») — мини-альбом британского музыканта Tricky, записанный при участии хип-хоп-группы Gravediggaz. Релиз пластинки состоялся 24 июля 1995 года. Из-за своей продолжительности The Hell не попал в альбомный чарт Англии, но смог достичь 12-й позиции в UK Singles Chart.
Обозреватель сайта AllMusic, Джон Хинричсен, в своей рецензии на альбом, отмечал, что альбом не смог реализовать свой потенциал, что во многом объяснялось наличием двух не самых удачных, по мнению рецензента, версий композиции «Hell Is Round The Corner», записанных без Gravediggaz. В то же время он положительно оценил завершающую композицию «Tonite Is A Special Nite», отсылающую к дебютному альбому Tricky Maxinquaye.
Песня «Tonite Is A Special Nite» позднее вошла в саундтрек к фильму Ворон 2: Город ангелов.

## Список композиций
1. «Hell Is Round The Corner» (Original Mix) — 3:44
2. «Hell Is Round The Corner» (The Hell & Water Mix) — 4:18
3. «Psychosis» — 6:34
4. «Tonite Is A Special Nite» (Chaos Mass Confusion Mix) — 4:41

## Участники
- Tricky — вокал, продюсер
- Мартина Топли-Бёрд — вокал
- RZA — продюсер («Psychosis», «Tonite Is A Special Nite» (Chaos Mass Confusion Mix)), читка («Tonite Is A Special Nite» (Chaos Mass Confusion Mix))
- Grim Reaper — читка («Psychosis», «Tonite Is A Special Nite» (Chaos Mass Confusion Mix))
- Dobie — продюсирование («Tonite Is A Special Nite» (Chaos Mass Confusion Mix))
- The Gatekeeper — читка («Tonite Is A Special Nite» (Chaos Mass Confusion Mix))